# Mite Kremnitz

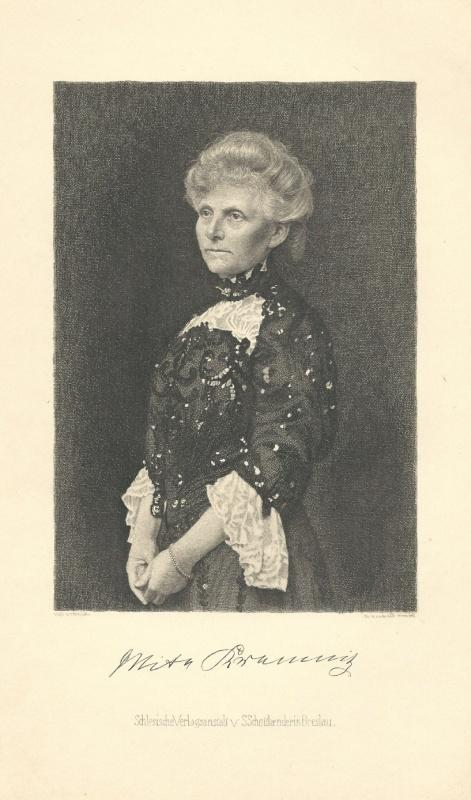
Mite Kremnitz (um 1905). Radierung von Johann Lindner

Marie „Mite“ Kremnitz, geboren Marie Charlotte Bardeleben (Pseudonyme „George Allan“, „Dito und Idem“) (* 4. Januar 1852 in Greifswald; † 18. Juli 1916 in Berlin) war eine deutsche Schriftstellerin.

## Leben
Kremnitz war die Tochter des Chirurgen Heinrich Adolf Bardeleben. Sie wuchs in Greifswald, London und Berlin (ab 1868) auf. Am 15. Oktober 1872 heiratete sie in Berlin den praktischen und späteren Chefarzt Wilhelm Kremnitz und übersiedelte mit ihm 1875 nach Bukarest. Das Paar hatte zwei Kinder.
In Rumänien befreundete sie sich – Wilhelm Kremnitz war der Leibarzt der Königsfamilie – mit Königin Elisabeth, die unter dem Pseudonym „Carmen Sylva“ als Schriftstellerin tätig war, und wurde ab 1881 offiziell ihre Vorleserin und Hofdame. Zusammen mit ihr veröffentlichte Kremnitz Briefromane und ein Drama unter dem Pseudonym  „Dito und Idem“. Ab 1890 schrieb sie unter dem Namen „Mite Kremnitz“. Außerdem übersetzte sie viele Gedichte des rumänischen Dichters Mihai Eminescu ins Deutsche, darunter Luceafărul (Der Abendstern).
Nach dem Tod ihres Mannes 1897 kehrte Kremnitz nach Berlin zurück, wo sie im Winter in Wilmersdorf wohnte, während sie im Sommer in Brand in Vorarlberg wohnte. Mite Kremnitz starb 1916 im Alter von 64 Jahren in Berlin und wurde auf dem Alten St.-Matthäus-Kirchhof in Schöneberg beigesetzt. Das Grab ist nicht erhalten geblieben.

## Zitat
„Carmen Sylva hatte die deutsche Frau eines deutschen Arztes in Bukarest kennengelernt. Mite Kremnitz wurde offizielle Vorleserin der impulsiven Königin. Die gemeinsamen Werke der beiden ungleichen Frauen erschienen unter dem Pseudonym Dito und Idem. Mite Kremnitz stand neuen Literaturauffassungen wie dem Realismus und dem Naturalismus aufgeschlossen gegenüber, Carmen Sylva dagegen verachtete moderne Strömungen in der Literatur und Kunst. Diese Unstimmigkeit und ihre okkultistischen Neigungen führten zum Bruch zwischen den Frauen.“

## Werke
- (Hrsg.) Rumänische Dichtungen. Deutsch von Carmen Sylva, herausgegeben und mit weiteren Beiträgen versehen. Wilhelm Friedrich, Leipzig 1881. Digitalisat Österreichische Nationalbibliothek
- Fluch der Liebe, Novellen, 1881.
- Neue rumänische Skizzen. Friedrich, Leipzig 1881.
- Rumänische Märchen. Friedrich, Leipzig 1882. (Digitalisat), Digitalisat Cornell University, Digitalisat Bayerische Staatsbibliothek
  - Neuausgabe: Rumänische Märchen. Hofenberg, Berlin 2017, ISBN 978-3-7437-1645-2.
- Aus der rumänischen Gesellschaft. Zwei Romane. Thiel, Leipzig 1882.
- Ein Fürstenkind. Roman. Friedrich, Leipzig 1883.
- Rumänische Dichtungen. Deutsch von Carmen Sylva, mit Beiträgen von Mite Kremnitz. 1883. Digitalisat Indiana
  - das sind andere Übersetzungen von Gedichten und Dichtungen als das gleichnamige Rumänische Dichtungen von 1881
- Rumäniens Anteil am Kriege 1877-78. Brockhaus, Leipzig 1888.
- Dito und Idem: Aus zwei Welten
  - 1. Aufl. Friedrich, Leipzig 1884. Digitalisat Bayerische Staatsbibliothek
  - 3. Aufl. Emil Strauß, Bonn 1888. Digitalisat Harvard
  - 4. Aufl. Emil Strauß, Bonn 1898. Digitalisat State University of Iowa
- Dito und Idem: Anna Boleyn, historisches Trauerspiel, 1886. (gem. mit Carmen Sylva)
- Dito und Idem: Astra, Briefroman, 1886. (gem. mit Carmen Sylva)
- Dito und Idem: Feldpost, Briefroman, 1886. (gem. mit Carmen Sylva)
- Dito und Idem: Rache und andere Novellen, 1888. (gem. mit Carmen Sylva)
  - 3. Aufl. Emil Strauß, Bonn 1890. Digitalisat California
- Dito und Idem: In der Irre, Novellen, 1887. (gem. mit Carmen Sylva)
  - 2. Aufl. Emil Strauß, Bonn 1888. Digitalisat Bayerische Staatsbibliothek, Digitalisat California
  - 4. Aufl. Emil Strauß, Bonn 1901. Digitalisat UB Illinois
- Ausgewanderte. Roman in 4 Büchern. 2 Bände. Strauß, Bonn 1890.
- Rumänische Dichtungen. Deutsch von Carmen Sylva, mit Beiträgen von Mite Kremnitz. 3. Aufl. Emil Strauß, Bonn 1889. Digitalisat Harvard, UB Basel
  - auch wenn einige Gedichte und Dichtungen von 1881 dabei sind, ist der Aufbau ein anderer als 1881
- Aus dem Leben König Karls von Rumänien. Aufzeichnungen eines Augenzeugen. Cotta, Stuttgart
  - Band 1 (mit dem Portrait des Königs) (1894) Digitalisat Princeton University, Digitalisat Harvard
  - Band 2 (1894) Digitalisat Österreichische Nationalbibliothek
  - Band 3 (1897) Digitalisat California
  - Band 4 (1900) Digitalisat California
- Elina. Zwischen Kirche und Pastorat. 2 Novellen. Schottlaender, Breslau 1895. Digitalisat Bayerische Staatsbibliothek
- Sein Brief. Novelle. Schlesische Verlagsanstalt, Breslau 1896.
- Rumänische Dichtungen. Deutsch von Carmen Sylva, Aufl. Bukarest: Institut der graphischen Künste Carol Göbl 1898. Digitalisat Harvard
  - im Vergleich zu den Rumänischen Dichtungen von 1881, 1883 und 1889 sehr viel kürzer
- Herr Baby. Eine Kindergeschichte. Schottlaender, Breslau 1901.
- Mann und Weib. Novellen. Schottlaender, Breslau 1902.
- Am Hofe der Ragusa. Roman. Hillger, Berlin/Leipzig 1902.
- Fatum. Erzählung. Schottlaender, Breslau 1903.
- König Karl von Rumänien. Ein Lebensbild. Schottlaender, Breslau 1903. Digitalisat Indiana University
- Carmen Sylva. Eine Biographie. Haberland, Leipzig 1903.
- Marie, Fürstin-Mutter zu Wied, Prinzessin von Nassau. Ein Lebensbild. Haberland, Leipzig 1904.
- Mutterrecht. Novellen. Schlesische Verlags-Anstalt, Breslau 1906.
- Eine Hilflose. Roman. Concordia, Berlin 1906.
- Was die Welt schuldig nennt. Concordia, Berlin 1907.
- Der rote Streif. Eine Liebesgeschichte. Vita, Berlin 1908.
- Ist das – das Leben? Roman. Concordia, Berlin 1909.
- Die Getäuschten. Roman. Concordia, Berlin 1909.
- Laut Testament. Roman. Vita, Berlin 1911.
- Tönendes Erz. Lustspiel in 4 Akten. Concordia, Berlin 1912.
- Das Geheimnis der Weiche B. M. und andere Geschichten. Morawe & Scheffelt, Berlin 1913.